# Teatro de los Caños del Peral
El teatro de los Caños del Peral fue un teatro de Madrid, situado en lo que luego sería la plaza de Isabel II, construido a principios del siglo xviii sobre un corral de comedias, y demolido en 1817 para dejar su espacio al actual Teatro Real. Se llamaba así, por estar ubicado junto a los lavaderos de la fuente de los Caños del Peral.

## Historia
La afición del primer borbón, Felipe V, por la ópera italiana, sirvió de pretexto para la construcción del último gran corral de comedias madrileño: el primer coliseo de los Caños del Peral, así llamado por levantarse en un solar cercano a los lavaderos con ese nombre conocidos y construidos en 1542. Con el rumor de sus 57 pilas, el escenario de los Caños sirvió de albergue a las compañías italianas en los primeros años del siglo XVIII, en un corral renovado hacia 1713 y convertido en el primero de los teatros de planta italiana levantados en la plaza de Isabel II en 1737, que se mantuvo en pie hasta 1817.

### Orígenes y denominación
Manuel Juan Diana, en su Memoria Histórico-Artística del Teatro Real (Madrid, 1849), da noticia de la solicitud en 1708 del actor Francesco Bartoli, capocómico de la compañía italiana, "Los Trufaldines", para levantar un corral junto a los lavaderos, por ser lugar concurrido. "Los Trufaldines" abandonaron el corral en 1713 (otras fuentes dan 1719), poniéndose de nuevo en funcionamiento tres años después por otra "Compañía de Representantes Italianos" (quizá restos de la de Bartoli). La reforma del corral en teatro fue provocada por la llegada a Madrid del marqués de Scotti, cuya afición a la ópera le había supuesto el aval de Felipe V, que incluso se comprometió a aportar los planos del que habría de ser el mejor local de la ciudad.

### Primer gran coliseo
Felipe V, en litigio con el Ayuntamiento, ordenó la demolición del corral y nombró a Scotti "director y juez de cómicos". El nuevo teatro, sin embargo, fue posible gracias al mecenazgo de Francisco Palomares que retuvo la propiedad del coliseo hasta 1792 en que pasó a la administración municipal. Su construcción, atribuida en principio a los italianos Juan Bautista Galluzzi y Santiago Bonavia, parece que fue obra de Virgilio Rabaglio, arquitecto de Palacio de Riofrío.
El nuevo teatro se inauguró el domingo, 16 de febrero de 1738, en los festejos de Carnaval, con la representación de la ópera Demetrio, de Johann Adolph Hasse, con libreto de Pietro Metastasio. La capacidad de la sala era de 1.680 espectadores. El funcionamiento del teatro, dependiente del apoyo de la Casa real, fue irregular con sucesivos periodos de cierre. También se utilizó para bailes de máscaras según el gusto francés.

### Esplendor y abandono

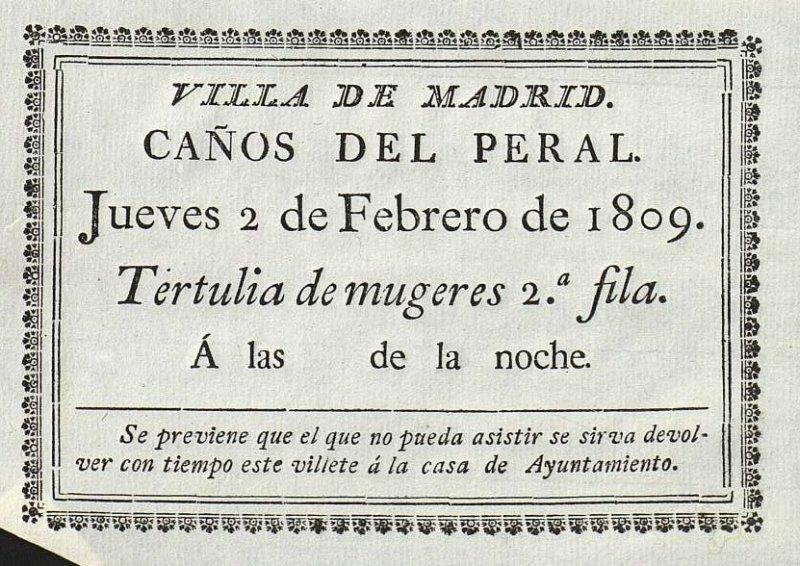
Tertulia de mujeres en el antiguo corral de los Caños del Peral, Madrid (1809)

A partir de la llegada al trono de  Carlos IV, el Teatro de los Caños del Peral conoció un renacimiento como sede operística de Madrid, con la presentación de las obras de Cimarosa, Paisiello, Gluck y en especial, Vicente Martín y Soler, que dio a conocer al público madrileño sus óperas Una cosa rara, La capricciosa corretta, o L'arbore di Diana. También merece destacarse la incorporación a la compañía del teatro del tenor y compositor Manuel García, que, entre otras obras, presentó en Madrid, en 1802, Las bodas de Fígaro, de Mozart.
El teatro suspendió sus actividades durante los años de la guerra de independencia. En 1816, ante el mal estado del edificio y debido a que el proyecto de reforma de la Plaza de Oriente contemplaba la construcción de un nuevo y gran teatro de ópera, el Ayuntamiento decidió la demolición del edificio, que finalizó en abril de 1818.